# Ла-Серпан
Ла-Серпа́н (фр. La Serpent) — коммуна во Франции, находится в регионе Лангедок — Руссильон. Департамент коммуны — Од. Входит в состав кантона Куиза. Округ коммуны — Лиму.
Код INSEE коммуны — 11376.

## Население
Население коммуны на 2008 год составляло 77 человек.
| 1962 | 1968 | 1975 | 1982 | 1990 | 1999 | 2008 |
| ---- | ---- | ---- | ---- | ---- | ---- | ---- |
| 98   | 106  | 95   | 91   | 85   | 77   | 77   |

## Экономика
В 2007 году среди 48 человек в трудоспособном возрасте (15—64 лет) 30 были экономически активными, 18 — неактивными (показатель активности — 62,5 %, в 1999 году было 64,1 %). Из 30 активных работали 24 человека (15 мужчин и 9 женщин), безработных было 6 (4 мужчины и 2 женщины). Среди 18 неактивных 2 человека были учениками или студентами, 5 — пенсионерами, 11 были неактивными по другим причинам.

## Достопримечательности
- Церковь Сент-Этьен
- Замок XVII века